# Хальба
Хальба (араб. حلبا‎) — небольшой город на севере Ливана, на территории провинции Аккар. Административный центр района Аккар.

## География
Город находится в северной части провинции, в долине Аккар, к северу от реки Нахр-эль-Арко, на расстоянии приблизительно 22 километров к северо-востоку от города Триполи и на расстоянии 87 километров к северо-востоку от столицы страны Бейрута. Абсолютная высота — 327 метров над уровнем моря.

## Население
По оценочным данным 2013 года численность населения города составляла 4 730 человек.

## Транспорт
Ближайший аэропорт расположен в городе Триполи.